# Zhan Shu
Zhan Shu (戰殊T, 战殊S, Zhàn ShúP; Liaoning, 9 marzo 1985) è un'ex nuotatrice cinese.

## Carriera
Specializzata nel dorso, ha vinto l'oro nella staffetta 4×100 m misti ai campionati mondiali nel 2003.

## Palmarès
- Mondiali:

Barcellona 2003: oro nella 4×100 m misti.